# Araixtua
Araixtua va ser un regne situat al sud de Zamua, del que n'era vassall. Zamua va haver de pagar tribut a Assíria cap a l'inici del segle ix aC però el 882 aC va refusar seguir pagant.
Una primera campanya assíria ordenada pel rei Assurnasirpal II el va obligar a pagar però el 881 aC tornava a estar revoltat i es negava a pagar. Araixtua, com altres antics vassalls de Zamua, es va sumar a la rebel·lió del 882 aC i el 881 aC i també va ser atacada, com Zamua. Els assiris van assolar el país el 881 aC i van establir dues guarnicions a Khudun i Kizurta, però quan els assiris van sortir el rei va ocupar les dues fortaleses. El relat assiri diu: «Vaig marxar al llarg del peu de la muntanya de Simaki, vaig travessar el riu Turnat i em vaig dirigir contra Ammali (Ammallu o Ammalu), la fortalesa d'Araixtua, la vaig assaltar i la vaig conquerir. 800 guerrers van ser massacrats omplint els carrers de la ciutat i les cases es van tenyir de la seva sang; altres van ser capturats vius, i me'ls vaig emportar amb el botí; vaig destruir i cremar la ciutat. La ciutat de Hudun i vint ciutats més a la rodalia les vaig ocupar i vaig matar els habitants, i els seus béns i els ramats me'ls vaig emportar i les ciutats les vaig destruir i cremar i vaig llançar els joves a les flames. La ciutat de Kisirtu, la seva fortalesa, regida per Sabini, junt amb 10 ciutats de la rodalia, les vaig ocupar matar els habitants i em vaig emportar el botí. Les ciutats dels Bareans, regides per Kirtiara, i les dels homes de Dera i Bunisa fins al pas de Hashmar les vaig destruir i devastar i cremar, deixant-les com a munts de ruïnes. Vaig sortir de les ciutats d'Araixtua i vaig entrar al pas entre les muntanyes de Lara i Bidirgi, que no servia per passar carros, cap a Zamri, la ciutat reial d'Ameka de Zamua».